# Easton Maudit
Easton Maudit is een civil parish in het bestuurlijke gebied Wellingborough, in het Engelse graafschap Northamptonshire met 88 inwoners.